# Weder Opfer noch Henker
Weder Opfer noch Henker (französisch Ni Victimes, ni bourreaux) ist ein Essay des französischen Schriftstellers und Philosophen Albert Camus. Er erschien am 30. November 1946 in Combat;
in deutscher Sprache erschien er erstmals 1984 in der Zeitschrift Tintenfass.
In acht kurzen Aufsätzen analysiert Camus die politische Situation gegen Ende des Zweiten Weltkriegs, den Kampf zwischen Kommunismus und Kapitalismus. Dabei überlegt er sich eine neue Weltordnung, in der jeder Verantwortung übernehmen soll, auch über die Landesgrenzen hinweg. Ebenfalls kritisiert er die undemokratischen Abstimmungsverfahren der UNO bereits kurz nach deren Gründung.
Zu Beginn schreibt Camus, die damals vorherrschenden Weltbilder, Kapitalismus wie Kommunismus, seien Utopien. Beide würden die Tötung von Menschen zugunsten einer besseren Zukunft legitimieren, was inakzeptabel sei.
Camus sieht zwei Möglichkeiten einer neuen Weltordnung: Entweder durch die totale Diktatur eines Staats, oder durch eine totale Demokratie und der vollumfänglichen Anerkennung der UNO, ohne Veto-Recht einzelner Staaten und dem gleichen Recht für alle. Weiter soll aber die Möglichkeit bestehen, diejenigen Staaten zu verurteilen, die sich nicht an die von der UNO vorgegebenen Regeln halten.
Die Diogenes-Ausgabe von 1996 enthält neben dem Essay den Anhang „Albert Camus heute“ von Heinz Robert Schlette und ein imaginäres Gespräch zwischen Albert Camus und Hermann Hesse von Hans Mayer.